# West Glendive
West Glendive é uma Região censo-designada localizada no estado americano de Montana, no Condado de Dawson.

## Demografia
Segundo o censo americano de 2000, a sua população era de 1833 habitantes.
A população era de 1948 habitantes em 2010, segundo o censo efetuado nesse ano.

## Geografia
De acordo com o United States Census Bureau tem uma área de
9,0 km², dos quais 9,0 km² cobertos por terra e 0,0 km² cobertos por água.

## Localidades na vizinhança
O diagrama seguinte representa as localidades num raio de 52 km ao redor de West Glendive.